# Leo de Ball

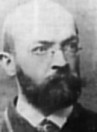
Leo de Ball

Leo Anton Karl de Ball (Lobberich, 23 november 1853 - Wenen, 12 december 1916) was een Duits astronoom. Hij was gedurende ruim acht jaar werkzaam in België bij de sterrenwachten van Luik en Ukkel. De Ball deed onderzoek op het gebied van de hemelmechanica, de sferische astronomie en de astronomische refractie. Hij is de ontdekker van de planetoïde Athamantis.

## Levensloop

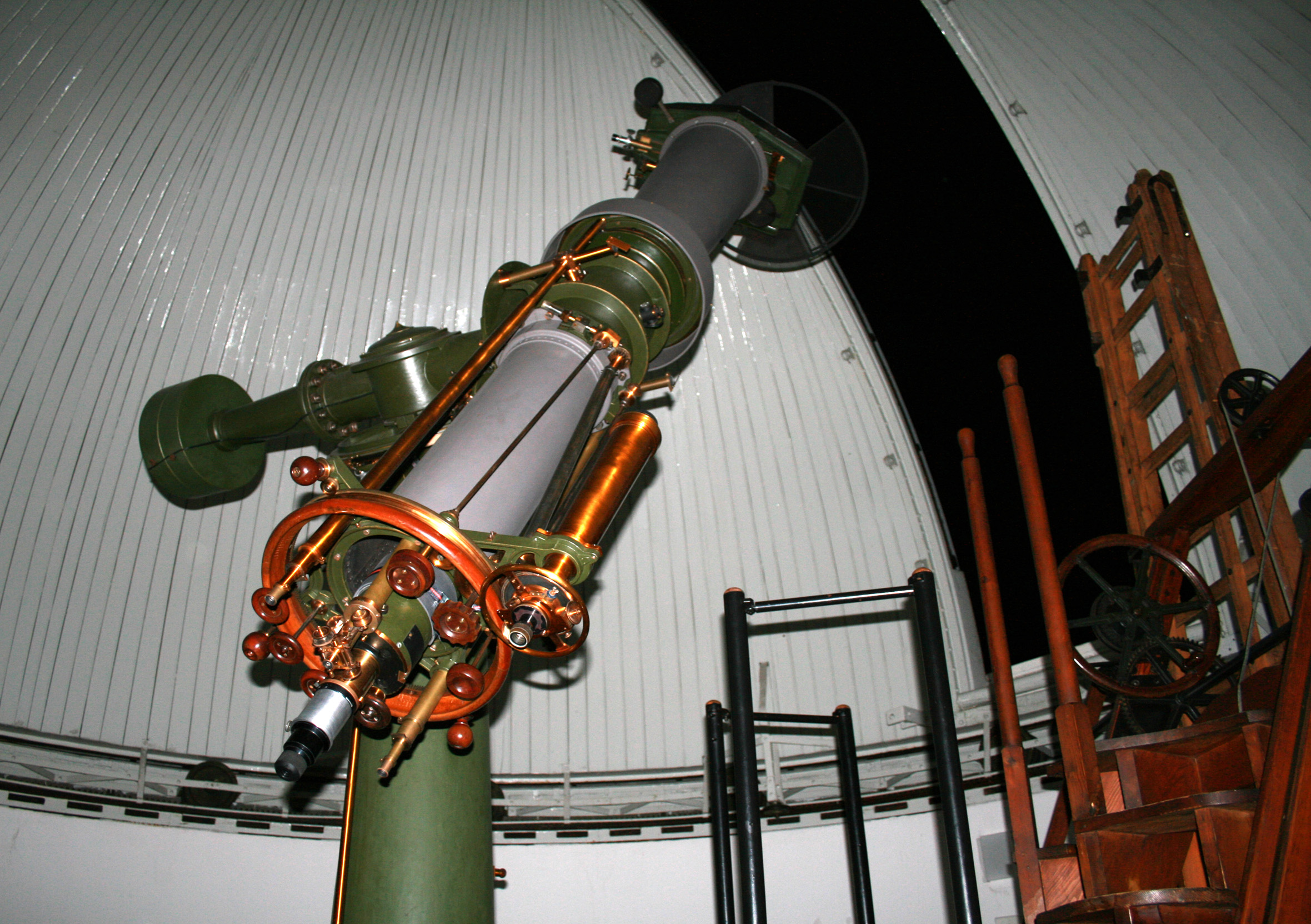
Heliometer van de Kuffner Sterrenwacht

De Ball werd geboren in het Duitse Lobberich, tegenwoordig een deel van de Duitse gemeente Nettetal vlak bij de Nederlandse grens, als zoon van een handelaar afkomstig uit Geldern. Hij volgde het middelbaar onderwijs aan het Collegium Augustinianum Gaesdonck en in Münster en ging vervolgens wetenschappen studeren, deels aan de universiteit van Berlijn waar hij les kreeg van onder meer Karl Weierstrass (wiskunde), Hermann von Helmholtz (natuurkunde), Friedrich Tietjen en Arthur Auwers (astronomie) en deels aan de universiteit van Bonn waar hij les kreeg van onder meer Rudolf Lipschitz (wiskunde), Rudolf Clausius (natuurkunde) en Eduard Schönfeld (astronomie). Het was in Bonn dat hij in 1877 het doctoraat in de wetenschappen behaalde met een proefschrift over de eigen beweging van het zonnestelsel.
Na zijn studies was De Ball werkzaam aan de sterrenwacht van Gotha waar hij assistent was van Adalbert Krueger. In 1881 ging hij naar de sterrenwacht van Bothkamp, die op dat moment de grootste telescoop van Duitsland bezat. Daar bestudeerde hij de oppervlakte van de planeten Venus en Jupiter. Het jaar nadien, op 3 september 1882, ontdekte hij er de planetoïde Athamantis.
François Folie, directeur van de sterrenwacht van Cointe, kon De Ball in 1883 overtuigen om voor de Luikse sterrenwacht te komen werken. Als assistent van Folie bereidde hij er de colleges Astronomie en Geodesie van Folie aan de Universiteit van Luik voor. Hij analyseerde er de massa van de planeet Saturnus en deed onderzoek naar de hemelmechanica en metingen van de bewegingsparallax van dubbelsterren. In 1891 werd De Ball benoemd tot adjunct-astronoom aan de Koninklijke Sterrenwacht van België die onder leiding van Folie was verhuisd van Brussel naar Ukkel.
De Ball verbleef slechts korte tijd in Ukkel. Begin 1892 werd hij directeur van de pas door Moriz von Kuffner opgerichte Kuffner Sterrenwacht in de Oostenrijkse hoofdstad Wenen. Hij bouwde samen met Johannes Franz Hartmann die enkele jaren zijn assistent was, de sterrenwacht volledig uit en liet een speciale heliometer ontwikkelen om metingen van de sterrenparallax te kunnen uitvoeren. Samenwerkingsprogramma's met de Yale-universiteit de universiteit van Göttingen en de universiteit van Florence werden hiervoor opgezet. Op het gebied van de astronomische refractie stelde hij in 1906 nauwkeurige refractietabellen op. Deze zouden tientallen jaren in gebruik blijven. De Ball bleef directeur van de sterrenwacht tot aan zijn dood in 1916.